# 高窪温泉
高窪温泉（たかくぼおんせん）は、富山県南砺市高窪に位置する温泉である。

## 概要
蟹谷郷遊記でこの地区に温泉があったと記録されており、それを基に採掘したと伝えられる。

## 泉質
- 硫黄泉
  - 低張性冷鉱泉

## 温泉街
一軒宿があり、日帰り入浴も可能。

## 交通アクセス
公共交通
西日本ジェイアールバス名金急行線の「高窪」バス停で下車し、徒歩200m。
車
国道304号から富山県道274号砂子谷埴生線に入る。